# 哈伯搜尋過渡彗星
 哈伯搜尋過渡彗星 (過渡彗星 — 以UV尋找小行星的OH 輻射) 是業餘天文學家參與使用哈伯太空望遠鏡進行的研究，這是NASA通過的六項業餘天文學家參與的研究計畫之一。

## 歷史
在哈伯太空望遠鏡 (HST) 計畫開始的年代，美國國家航空暨太空總署和國會對找到方法讓業餘天文學家參與哈伯太空望遠鏡的研究計畫感到興趣。太空望遠鏡科學研究所 (STScI) 的所長，Riccardo Giacconi，決定分配一些他可以支配的所長自由選定觀測時間給業餘天文學家的觀測計畫。在1985年12月，7個國家的業餘天文組織領導人在巴爾地摩的太空望遠鏡科學研究所開會討論業餘天文學家參與哈伯太空望遠鏡的專案計畫。

## 研究和學習
這個團隊使用哈伯太空望遠鏡完成對五顆小行星的光譜觀測搜尋OH輻射，因為OH輻射會顯示小行星曾經是彗星。(944) 希達戈和(2201) 奧加托以橢圓運動，軌道像是彗星。(182) Elsa、(224) 奧西安納、和(899) Jokaste是主帶小行星。後面這三顆小行星曾經被觀測到彗髮 (Kresak, 1977)。與光譜觀測的同時，在22個國家的80餘位業餘天文學家使用地基進型光學觀測。
科學家懷疑某些小行星曾經是彗星。彗星每次行經太陽附近之後都會失去部分的質量，似乎有些最終會失去所有揮發性物質；也或許在多次接近太陽之後，這些揮發性物質被粉塵的毯子遮蓋住。這些物質可能會有小行星的外觀。
(944) 希達戈的軌道因為類似彗星，所以是最常被研究的。事實上，克熱薩克 (Kresak，1977) 確定它是一顆"熄火彗星的核"。此外，彗星往往會與木星密切接近，但小行星不會。(944) 希達戈與木星接近的距離與三顆彗星相同：恩克彗星、Comet Arend-Rigaux和Comet Neujmin I，這些彗星之前所展現的低水準活動，都預期它們將成為熄火彗星。
先驅者金星計畫偵測到與(2201) 奧加托相關的磁場擾動，這可能是來自大約10-4氫氣噴發的彗星活動造成。(2201) 奧加托非比尋常的紫外線反射支持它可能類似彗星的性質，它被解釋為圍繞在周圍的微細顆粒造成的瑞利散射。
在1923年12月13日，天文學家Josep Comas Solá觀測到小行星(224) 奧西安納的彗髮。這顆小行星被拍到有30弧秒的微弱光暈。這顆小行星是在16,700萬公里的日心距離上，被測到的星等是11.6等，這使得彗髮的直徑大約是24,000英里。
小行星有揮發物質的存在，對未來小行星帶的採礦工作有深遠的意義，因為揮發性物質或許可以提供任務所需要的水、燃料、和氧氣。
業餘天文學家在1993年參與哈伯太空望遠鏡對(944) 希達戈和(2201) 奧加托的研究，使用了哈伯太空望遠鏡的暗天體攝譜儀觀察3085A的OH譜線。所以會選擇這兩顆小行星是因為它們的軌道、相關的流星雨和它們其他的性質；還參考了Weissman等人 (1989) 對它們類似彗星外型的完整研究。琥珀色的探測器使用積分模式的探測光譜元件為G270H，這個元件的波長在2325-3225 A，孔徑為1弧秒。
小行星(182) Elsa、(224) 奧西安納、和(899) Jokaste也是使用暗天體攝譜儀和相同的光譜元件G270H觀測。
這些團隊的領導者在業餘天文學的刊物上公告，呼籲業餘觀測者在HST進行紫外線觀測的同時，在地面上以可見光觀測這些天體。地面的觀測者被要求檢查有無彗髮塵埃存在的證據。

## 結果
對(944) 希達戈和(2201) 奧加托光譜的研究，在本質上認定是與太陽光譜相同，沒有OH輻射，也沒有出現其它的輻射線。
地面觀測者對這兩個天體的觀測被局限於幾個CCD的影像中，(2201) 奧加托 是以計算顯示的。因為 (944) 希達戈和 (2201) 奧加托的星等都是19等，這幾乎超越了業餘天文望遠鏡能觀測的極限值。
其他三顆小行星沒有任何彗星輻射的跡象，預期它們都是活動微弱的彗核。這些一點都不令人感到意外，因為目標物都在穩定的主帶軌道內。
地面對小行星(182) Elsa、(224) 奧西安納、和(899) Jokaste使用目視、攝影、VHS錄影和CCD等裝備進行觀測。在使用VHS觀測時，(224) 奧西安納的星等是12等，(899) Jokaste也是12等，(182) Elsa是15等。
所有的目視觀測，小行星都呈現點狀，顯示沒有塵埃的彗髮；攝影的結果也是一樣。一些使用積分CCD的觀測者能夠觀察到更暗淡的影像；使用這種方法，有兩為觀測者的報告指出(899) Jokaste可能有短小的彗尾，視星等大約是17等。研究原始影像上鄰近的恆星顯示，這可能只是追蹤過程中微量的追蹤尾跡。沒有任何進一步的證據可以指出這三顆小行星有任何的彗髮環繞著。
對 (944) 希達戈和 (2201) 奧加托的觀測是在哈伯太空望遠鏡執行維修任務之前進行的。結果是，這兩顆小行星在不適合檢測OH的位置上。(944) 希達戈在距離太陽5天文單位的距離上，並且仍在遠離中，這大約是SL-9撞擊上木星之前的距離。當時哈伯太空望遠鏡使用相同的暗天體攝譜儀和光譜元件G270H，就未能在SL-9上發現任何OH輻射的證據。
在觀測時，(2201) 奧加托接近近日點。在主帶小行星的距離上，從未有檢測出隱藏在19等小行星背景噪訊中的OH輻射紀錄。在理想情況下，應該在這兩顆小行星經過近日點後不久，進行這項研究。
主帶小行星 (224) 奧西安納、(182) Elsa、和(899) Jokaste 的觀測都是在接近衝的位置，但是也沒有出現OH輻射的證據。對後面兩顆觀測時，哈伯太空望遠鏡因為失去了一片太陽能電池板，必須以特定的方向朝向太陽，因而出現導星上的問題。以前的彗髮報告可能是由於撞擊的影響。

## 業餘觀測團隊
這個團隊已經有超過70位的主要觀測者，分布在美國的24個州和22個不同的國家。